# Le Dérèglement du monde

Le Dérèglement du monde est un essai d'Amin Maalouf publié en 2009. Il reprend des thèmes déjà abordés dans Les Identités meurtrières en les développant dans un contexte plus large. En partant d'une analyse des causes historiques, l'auteur dresse un bilan alarmiste de la situation internationale à la fin des années 2000, et il propose des pistes pour tenter d'orienter la mondialisation vers un modèle plus équitable et respectueux de la diversité culturelle.

## Résumé
Dans son introduction, l'auteur fait part de son inquiétude face au dérèglement du Monde, qu'il constate sur plusieurs plans : intellectuel, financier, climatique, géopolitique et éthique. L'ouvrage est divisé en trois parties principales et un « Épilogue ». 
- La première partie, intitulée « Les victoires trompeuses », part du constat que si la chute du mur de Berlin a pu apparaître comme une victoire du modèle libéral occidental face à l'échec du système soviétique, la fin de la guerre froide a entraîné un glissement des dissensions d'ordre idéologique vers des revendications identitaires qui minent la stabilité mondiale. La fin de l'équilibre de la terreur a favorisé la dissémination du terrorisme. L'Occident s'est montré incapable de transmettre sa conscience morale au reste du monde en perdant toute crédibilité en raison de son attitude hégémonique. Un exemple flagrant en est la guerre d'Irak, qui s'est terminée par une autre victoire trompeuse des États-Unis.
- La deuxième partie, « Les légitimités égarées », est centrée autour du principe de légitimité, essentiel pour que l'exercice du pouvoir soit accepté « sans contrainte excessive ». La perception de la légitimité n'est cependant pas immuable, comme en témoignent de nombreux exemples historiques. Ainsi, lors de l'éclatement de l'Empire ottoman, Atatürk a aboli la fonction politico-religieuse de calife et revendiqué la « légitimité patriotique » d'un État turc laïc. À la suite de la crise du canal de Suez, Nasser a acquis une grande popularité et, pour un temps, une certaine légitimité de leader du monde arabe, perdue avec l'échec de la République arabe unie et la guerre des Six Jours. Cet échec, celui de Saddam Hussein et  ceux de quelques autres ont conduit à l'essor de l'islamisme, fondé à nouveau sur une légitimité religieuse.
- Dans la troisième partie, « Les certitudes imaginaires », l'auteur exprime son scepticisme par rapport à un certain nombre d'idées reçues. En se référant à un aphorisme célèbre attribué à André Malraux[2], Amin Maalouf conteste l'idée qu'un retour au mysticisme puisse empêcher un effondrement des valeurs morales au XXIe siècle. Il préfère substituer à cette référence religieuse, exposée à des dérives dangereuses, le concept plus large d'une réaffirmation de la « primauté de la culture et de l'enseignement » comme seule garantie d'épanouissement des générations futures. Il s'agit de promouvoir une « civilisation humaine » globale fondée sur « l'universalité des valeurs essentielles » mais respectueuse de « la diversité des expressions culturelles ». L'auteur précise que ce respect ne doit pas s'étendre à des traditions manifestement incompatibles avec des valeurs relevant des droits de l'homme. Son scepticisme s'est aussi exercé envers le réchauffement climatique, mais il estime que même si la menace devait s'avérer moins grande que ne le prévoit la communauté scientifique, il convient de tout mettre en œuvre pour la juguler, ne serait-ce que par précaution dans un raisonnement proche de celui du pari de Pascal.
- Enfin, dans l'« Épilogue », l'auteur constate que la « fin de l'Histoire », annoncée entre autres par Hegel et Francis Fukuyama, n'est pas encore arrivée. Il préfère parler d'une « fin de la Préhistoire » qu'il appelle de ses vœux en ce début de siècle, et qui correspondrait à l'abandon définitif des « haines accumulées », des « querelles territoriales » et des « rivalités séculaires ». Même si cela peut paraître un vœu pieux, ce n'en est pas moins une « exigence de survie ». Amin Maalouf voit des raisons d'espérer dans les progrès scientifiques, le développement économique des pays les plus peuplés, l'aspiration à s'unir entre partenaires européens décidés à dissiper de vieux antagonismes, et l'élection de Barack Obama à la présidence des États-Unis. Aucune de ces espérances n'est malheureusement à l'abri d'inquiétudes quant à la suite des événements[3].

## Commentaires de l'auteur
À la sortie du livre, Amin Maalouf, a insisté sur l'importance historique de la chute du mur de Berlin. Dans cette même interview, il estime que l'Europe aurait dû prendre à cette occasion le leadership moral au niveau mondial, et qu'elle ne l'a pas fait alors que les États-Unis n'étaient plus en mesure de l'assurer. Il regrette également que les débats idéologiques qui avaient lieu avant l'effondrement du système soviétique aient été délaissés au profit d'affirmations identitaires fermées à toute discussion. Il précise toutefois qu'il n'est pas nostalgique de cette époque d'avant la chute du mur de Berlin. En 2015, il a ajouté que sa démarche s'inscrivait dans un contexte apolitique, et qu'il ne se faisait aucune illusion sur l'influence que peut avoir un écrivain sur la marche du Monde. En écrivant ce livre, il a simplement souhaité témoigner du désarroi dans lequel le laissait l'actualité mondiale en ce début de XXIe siècle.

## Analyse critique
L'accueil critique a été généralement très favorable et les commentaires élogieux émanent de personnes aux opinions très diverses, chacun mettant en avant les arguments de l'essai avec lesquels il se sent particulièrement en accord ,,. Cependant, selon Alicia Piquer Desvaux, « certains lecteurs » ont « jugé trop tiède » cet essai face aux excès du libéralisme économique et aux bouleversements entraînés par la mondialisation.  

## Prix et distinctions
Cet essai a reçu le prix « Livre et Droits de l'Homme » de la ville de Nancy en 2009. Robert Badinter était le président du jury cette année-là.